# Солнечная аллея (Берлин)
Солнечная аллея (нем. Sonnenallee) — аллея в Берлине, расположенная в районах Нойкёльн (округ Нойкёльн) и Баумшуленвег (округ Трептов-Кёпеник).

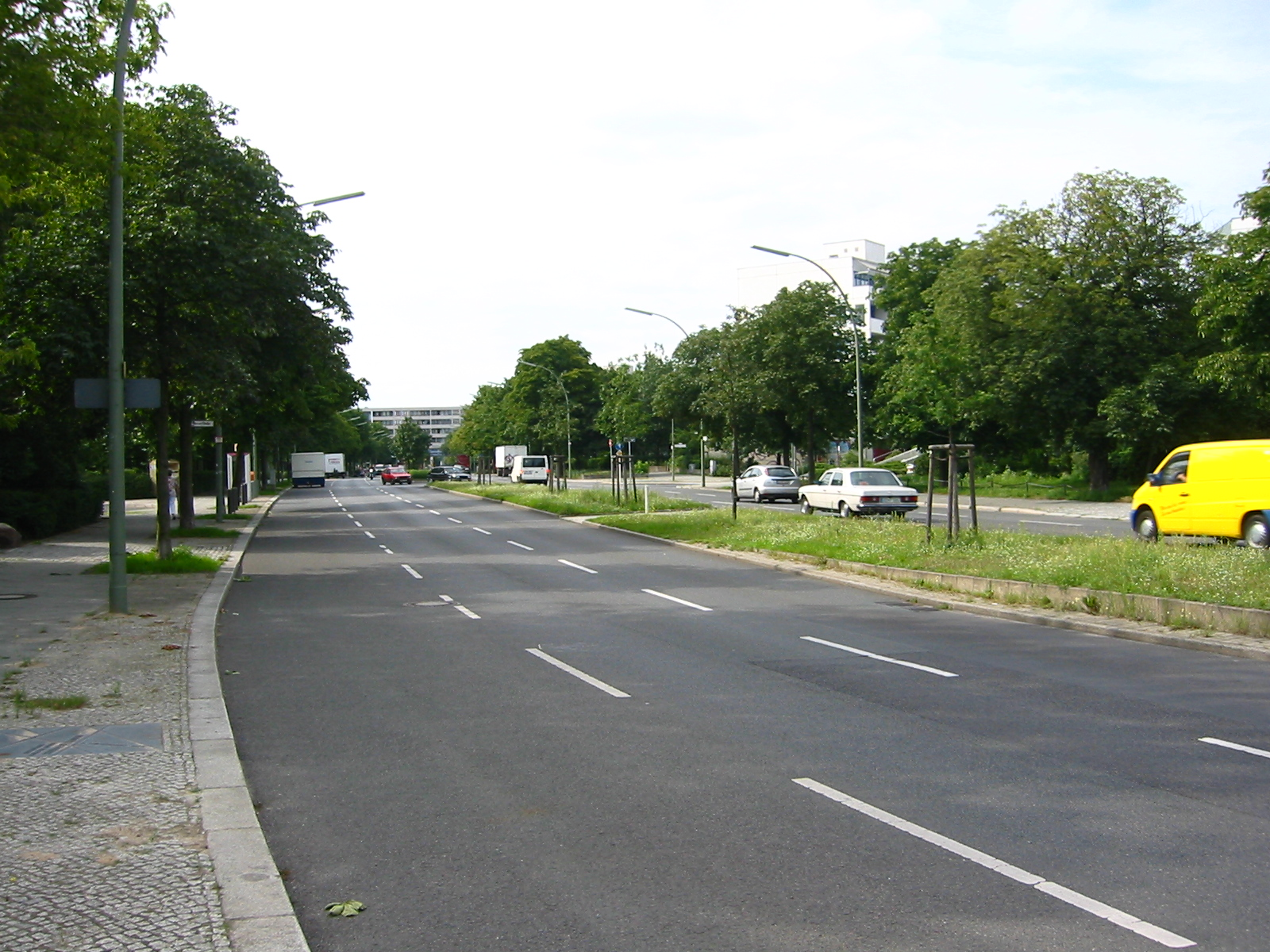
Вид на запад

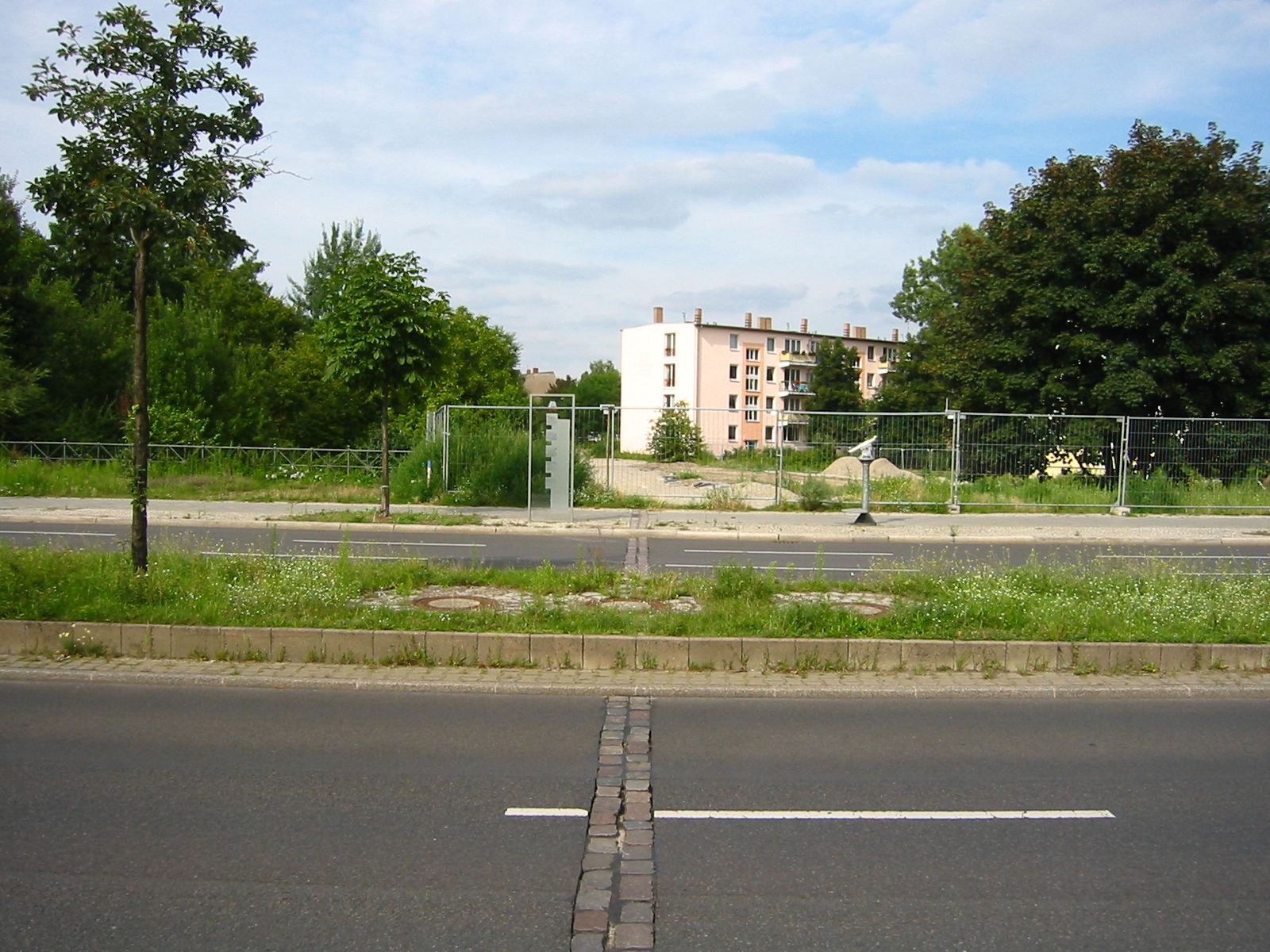
Булыжником отмечено место прохождения бывшей границы

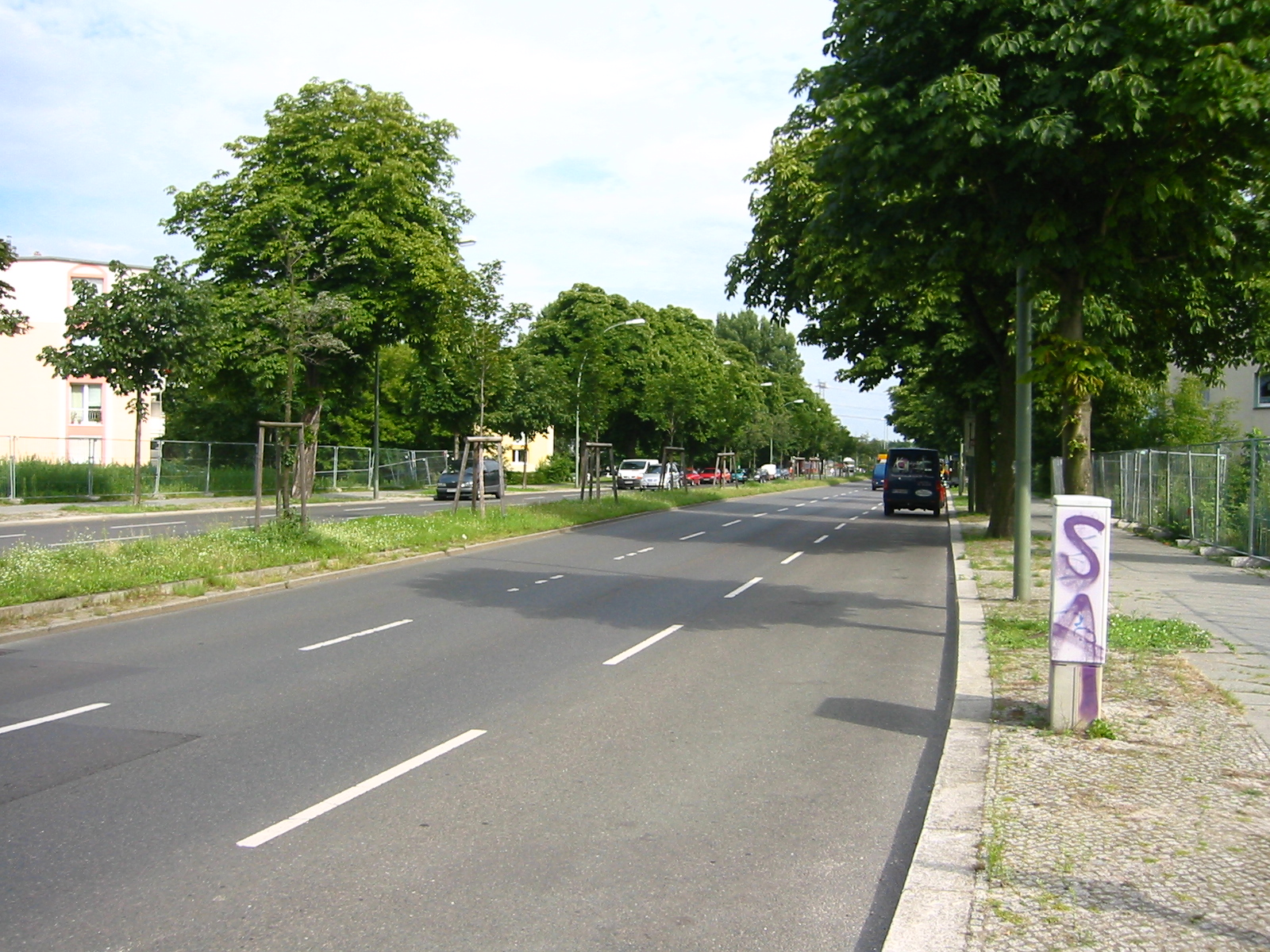
Вид на восток

## Расположение
Солнечная аллея имеет длину около 5 километров (4,5 км в Нойкёльне, 0,4 км в Трептове).
Район вокруг Солнечной аллеи в конце XIX века считался бедным. Улица была построена, чтобы принимать население, которое стремилось в город во время урбанизации конца XIX века. В 1930-х годах на перекрёстке с Гренцаллее (Grenzallee) была открыта одна из первых бирж труда Германии. Во время деления Берлина южная часть (около 10 %, расположена в ГДР) аллеи была отделена Берлинской стеной от северной в Западном Берлине.
Первоначально на аллее имелась средняя променада, обрамленная с двух сторон деревьями. В 1980-х годах она была заменена дополнительными проезжими частями. Аллея имеет четыре колеи и считается одной из важнейших транспортных артерий южной части немецкой столицы.
После объединения Германии на восточной части аллеи, непосредственно у канала «Neuköllner Schiffahrtskanal» была построена одна из самых больших гостиниц Европы — гостиница Estrel. У гостиницы есть свой причал.
Роман «Солнечная аллея» (Am kürzeren Ende der Sonnenallee) Томаса Бруссига и одноимённый кинофильм описывают жизнь в коротком восточном участке улицы во время деления немецкой столицы.